# 三角縁波文帯四神二獣鏡

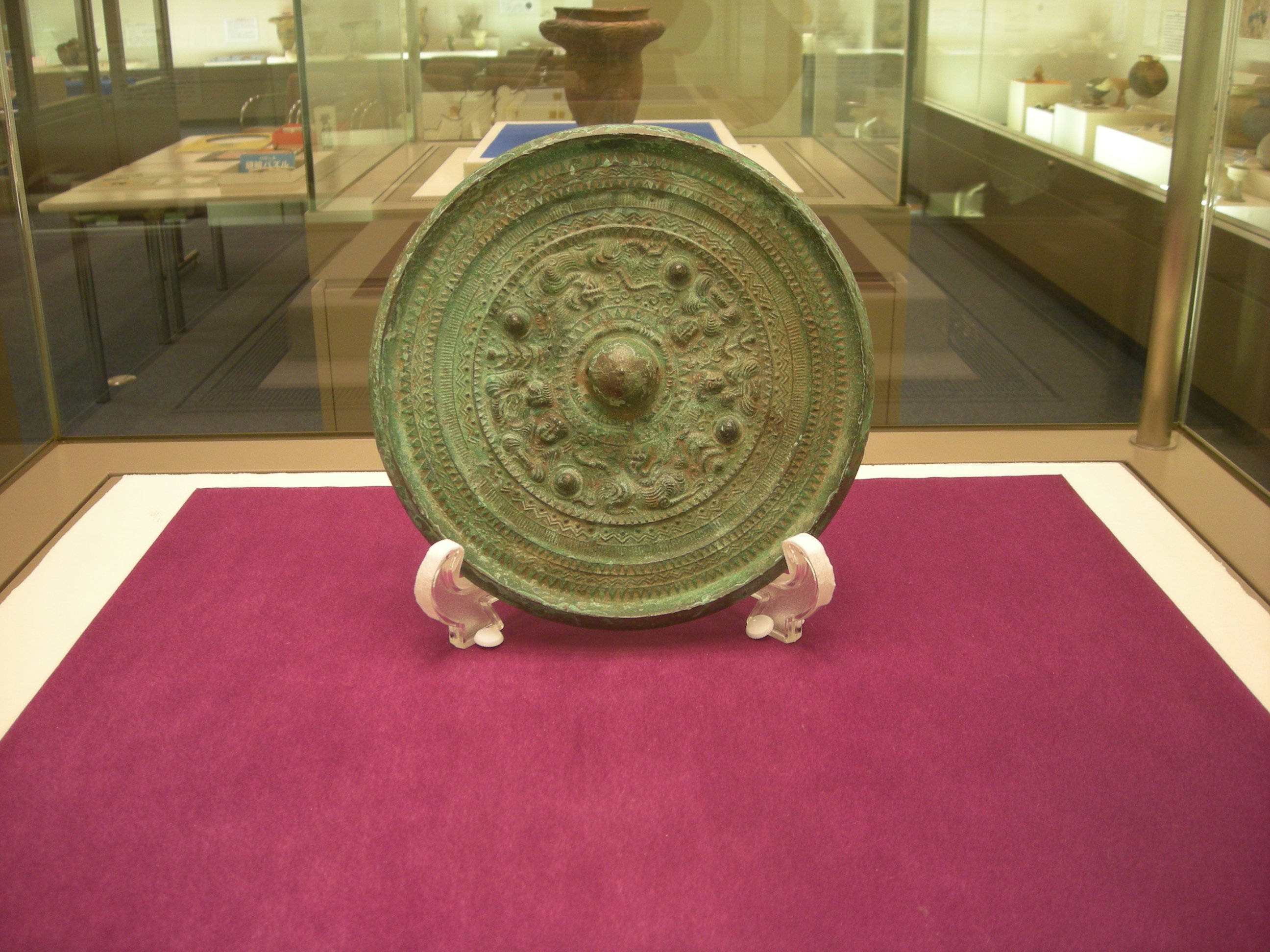
三角縁波文帯四神二獣鏡（埋蔵文化財調査センター、レプリカ）

三角縁波文帯四神二獣鏡（さんかくえんはもんたいししんにじゅうきょう）とは、岐阜県各務原市鵜沼西町、一輪山古墳から出土した銅鏡。市指定文化財（平成4年2月）。
3世紀後半に、中国において製作されたといわれる三角縁神獣鏡と呼ばれる鏡。この鏡と同じ鋳型から製作された鏡が島根県松江市新庄町八日山1号墳から1面出土している。

## 概要
- 三角縁神獣鏡
- 大きさ：面径21.8cm、縁の厚さ0.8cm、中央部紐高1.8cm

## 所在地
- 岐阜県各務原市那加門前町3丁目1-3（各務原市埋蔵文化財調査センター蔵）

## 交通アクセス
- 各務原市ふれあいバス 西部線「市民公園中央図書館前」バス停下車、徒歩5分。
- 名古屋鉄道各務原線、市民公園前駅下車、徒歩5分。